# Mimusops bagshawei
Mimusops bagshawei är en tvåhjärtbladig växtart som beskrevs av Spencer Le Marchant Moore. Mimusops bagshawei ingår i släktet Mimusops och familjen Sapotaceae. Inga underarter finns listade i Catalogue of Life.